# Toyota Championships 1981
Il Toyota Championships 1981 è stato un torneo di tennis giocato sul sintetico indoor. È stata la 1ª edizione del torneo, che fa parte del WTA Tour 1981. Si è giocato a East Rutherford negli USA dal 14 al 20 dicembre 1981.

## Campionesse

### Singolare
Tracy Austin ha battuto in finale  Martina Navrátilová con il punteggio di 2–6, 6–4, 6–2

### Doppio
Martina Navrátilová /  Pam Shriver hanno battuto in finale  Rosemary Casals /  Wendy Turnbull con il punteggio di 6–3, 6–4